# Lösens socken
Lösens socken i Blekinge ingick i Östra härad, ingår sedan 1971 i Karlskrona kommun och motsvarar från 2016 Lösens distrikt i Blekinge län.
Socknens areal är 42,8 kvadratkilometer, varav 41,1 är land. År 2000 fanns här 4 240 invånare. Kyrkbyn och småorten Lösen med sockenkyrkan Lösens kyrka ligger i socknen samt en del av tätorten Karlskrona. 

## Administrativ historik
Socknen har medeltida ursprung. År 1743 införlivades Lyckeby socken med Lösen.
År 1851 överfördes hemmanen 49-50 Sanda från Lösens socken till Sturkö socken. Vid kommunreformen 1862 övergick socknens ansvar för de kyrkliga frågorna till Lösens församling och för de borgerliga frågorna till Lösens landskommun. Landskommunen uppgick 1952 i Lyckeby landskommun och uppgick 1967 i Karlskrona stad som 1971 ombildades till Karlskrona kommun. 2002 uppgick församlingen i Lyckå församling.
1 januari 2016 inrättades distriktet Lösen, med samma omfattning som församlingen hade 1999/2000.  
Socknen har tillhört fögderier, tingslag och domsagor enligt vad som beskrivs i artikeln Östra härad.
Socken indelades fram till 1901 i 35 båtsmanshåll, vars båtsmän tillhörde Blekinges 2:a båtsmanskompani.

## Geografi
Lösens socken sträcker sig från skärgård vid Lyckebyåns mynning med öarna Verkö, Säljö och Fäjö till skogstrakter i norr. Socknen består i söder av odlad och tättbebyggd mark och i norr av glesbebyggd skogsbygd, där Lösensjön återfinns i gränsen mor öster.

## Fornminnen
Hällkista från stenåldern är noterad från Vämmö. Kummel finnas flera ofta i förbindelse med järnåldersgravar till exempel vid Beseboda (Knösö), Lösen, Silletorp och Vämmö. Hällristning är känd från Lösen. Järnåldersgravfält förekommer bland annat vid Lösen, Silletorp (högar och resta stenar) och Öljersjö. Domarring är antecknad från Avelsgärde från vilken plats man också har ett fynd av ett romerskt bronskärl med fabriksstämpel (1 årh. e. Kr.).  Tre runristningar finns vid kyrkan, därav en på en medeltida gravsten (1300-talet). Vid Lyckeby finns en borgruin, en ödekyrkogård samt kulturlager under mark från Lyckå medeltida stad.

## Namnet
Namnet är taget från kyrkbyn (cirka 1231 Lusn) och har oklar tolkning där både härledning från ljus och i-lösa, äng, med betydelsen sluttning antagits.

## Befolkningsutveckling
| Befolkningsutvecklingen i Lösens socken 1780–1990                                                       | Befolkningsutvecklingen i Lösens socken 1780–1990 | Befolkningsutvecklingen i Lösens socken 1780–1990 | Befolkningsutvecklingen i Lösens socken 1780–1990 | Befolkningsutvecklingen i Lösens socken 1780–1990 |
| --- | ------------------------------------------------- | ------------------------------------------------- | ------------------------------------------------- | ------------------------------------------------- |
| |                                                   |                                                   |                                                   |                                                   |
| År |                                                   |                                                   | Folkmängd                                         |                                                   |
| 1780 | 1780                                              |                                                   | 784                                               |                                                   |
| 1790 | 1790                                              |                                                   | 950                                               |                                                   |
| 1800 | 1800                                              |                                                   | 1 179                                             |                                                   |
| 1810 | 1810                                              |                                                   | 1 518                                             |                                                   |
| 1820 | 1820                                              |                                                   | 1 267                                             |                                                   |
| 1830 | 1830                                              |                                                   | 1 228                                             |                                                   |
| 1840 | 1840                                              |                                                   | 1 362                                             |                                                   |
| 1850 | 1850                                              |                                                   | 1 511                                             |                                                   |
| 1860 | 1860                                              |                                                   | 1 613                                             |                                                   |
| 1870 | 1870                                              |                                                   | 1 851                                             |                                                   |
| 1880 | 1880                                              |                                                   | 1 999                                             |                                                   |
| 1890 | 1890                                              |                                                   | 2 100                                             |                                                   |
| 1900 | 1900                                              |                                                   | 1 955                                             |                                                   |
| 1910 | 1910                                              |                                                   | 1 983                                             |                                                   |
| 1920 | 1920                                              |                                                   | 2 193                                             |                                                   |
| 1930 | 1930                                              |                                                   | 2 467                                             |                                                   |
| 1940 | 1940                                              |                                                   | 2 743                                             |                                                   |
| 1950 | 1950                                              |                                                   | 2 696                                             |                                                   |
| 1960 | 1960                                              |                                                   | 2 369                                             |                                                   |
| 1970 | 1970                                              |                                                   | 2 644                                             |                                                   |
| 1980 | 1980                                              |                                                   | 4 062                                             |                                                   |
| 1990 | 1990                                              |                                                   | 4 198                                             |                                                   |
| Anm: Källor: Umeå universitet - Tabellverket 1749-1859, Demografiska databasen, CEDAR, Umeå universitet |                                                   |                                                   |                                                   |                                                   |

### Fotnoter
1. 1 2 3  Svensk Uppslagsbok andra upplagan 1947–1955: Lösen socken
2. 1 2  Harlén, Hans; Harlén Eivy (2003). Sverige från A till Ö: geografisk-historisk uppslagsbok. Stockholm: Kommentus. Libris 9337075. ISBN 91-7345-139-8
3. ↑  ”Församlingar”. Statistiska centralbyrån. https://www.scb.se/hitta-statistik/regional-statistik-och-kartor/regionala-indelningar/forsamlingar/. Läst 30 december 2022.
4. ↑  "Ostkanten" om Blekinge och Södra Möres båtsmän
5. 1 2  Sjögren, Otto (1932). Sverige geografisk beskrivning del 3 Blekinge, Kristianstads, Malmöhus och Hallands län samt staden Göteborg. Stockholm: Wahlström & Widstrand. Libris 9940
6. 1 2  Nationalencyklopedin
7. ↑  Fornlämningar, Statens historiska museum: Lösens socken
8. ↑  Fornminnesregistret, Riksantikvarieämbetet: Lösens socken Fornminnen i socknen erhålls på kartan genom att skriva in sockennamn (utan "socken") i "Ange geografiskt område"